# Reichenbach (Hornberg)
Reichenbach ist ein Ortsteil der Stadt Hornberg im Schwarzwald im Ortenaukreis, Baden-Württemberg. Die Ortschaft Reichenbach besitzt innerhalb der Stadt Hornberg den größten Flächenanteil. Die Gemarkung der Kernstadt ist im Verhältnis zu seinen Ortschaften sehr klein und beschränkt sich im Wesentlichen auf den Talgrund der Gutach und den vorderen Bereich des Reichenbachtals.

## Geographie und Geologie
Reichenbach ist eine Streusiedlung mit rund 650 Einwohnern und besteht aus den Tälern östlich und westlich von Hornberg, hierzu gehören im Osten: das eigentliche Reichenbach-, Schwanenbach-, Schonenbächletal und Nebentäler. Im Westen gehören zu Reichenbach das Offenbach- und Frombachtal mit Nebentälern. Die höchste Erhebung Reichenbachs ist der Windkapf mit einer Höhe von 928 m ü. NHN.
Das Gebirge besteht hier hauptsächlich aus Granit, in der Gemarkung finden sich zahlreiche Wollsack-Felsen, von denen der Igellochfelsen der bekannteste ist. Im östlichen Bereich der Gemarkung, am Fohrenbühl, liegt auf dem Granit Buntsandstein auf, der bis in die 1920er Jahre kommerziell abgebaut wurde.

## Geschichte
Der Ort entstand durch Rodungen um das Jahr 1080, als Adalbert von Ellersbach die Herrschaft Hornberg von Heinrich IV. erhielt. Seitdem teilt Reichenbach seine Geschichte mit Hornberg. Erst im Jahre 1810, als der Ort im Grenzvertrag von Württemberg an Baden abgegeben wurde, wurde Reichenbach eine von Hornberg unabhängige, selbständige Gemeinde. Diese Unabhängigkeit wurde am 1. April 1974 im Zuge der Gemeindereform wieder aufgehoben.

## Demographie
Einwohnerzahlen nach dem jeweiligen Gebietsstand.
| Jahr | Einwohnerzahl |
| ---- | ------------- |
| 1939 | 802           |
| 1961 | 730           |
| 1970 | 776           |

## Wappen
Das ehemalige Gemeindewappen zeigt in Silber auf grünem Boden eine grüne Tanne mit schwarzem Stamm. Die Gemeinde führte dieses Wappen seit 1895.

## Politik
Der Ortsteil verfügt über einen Ortsvorsteher und einen Ortschaftsrat, das System der unechten Teilortswahl garantierte ihr überdies eine Vertretung durch drei Sitze im Gemeinderat der Stadt Hornberg. Allerdings ist die unechte Teilortswahl im Jahre 2013 trotz vieler Bedenken seitens des Ortschaftsrats abgeschafft worden.
Ortsvorsteher ist Gottfried Bühler (2019).

## Kultur und Sehenswürdigkeiten

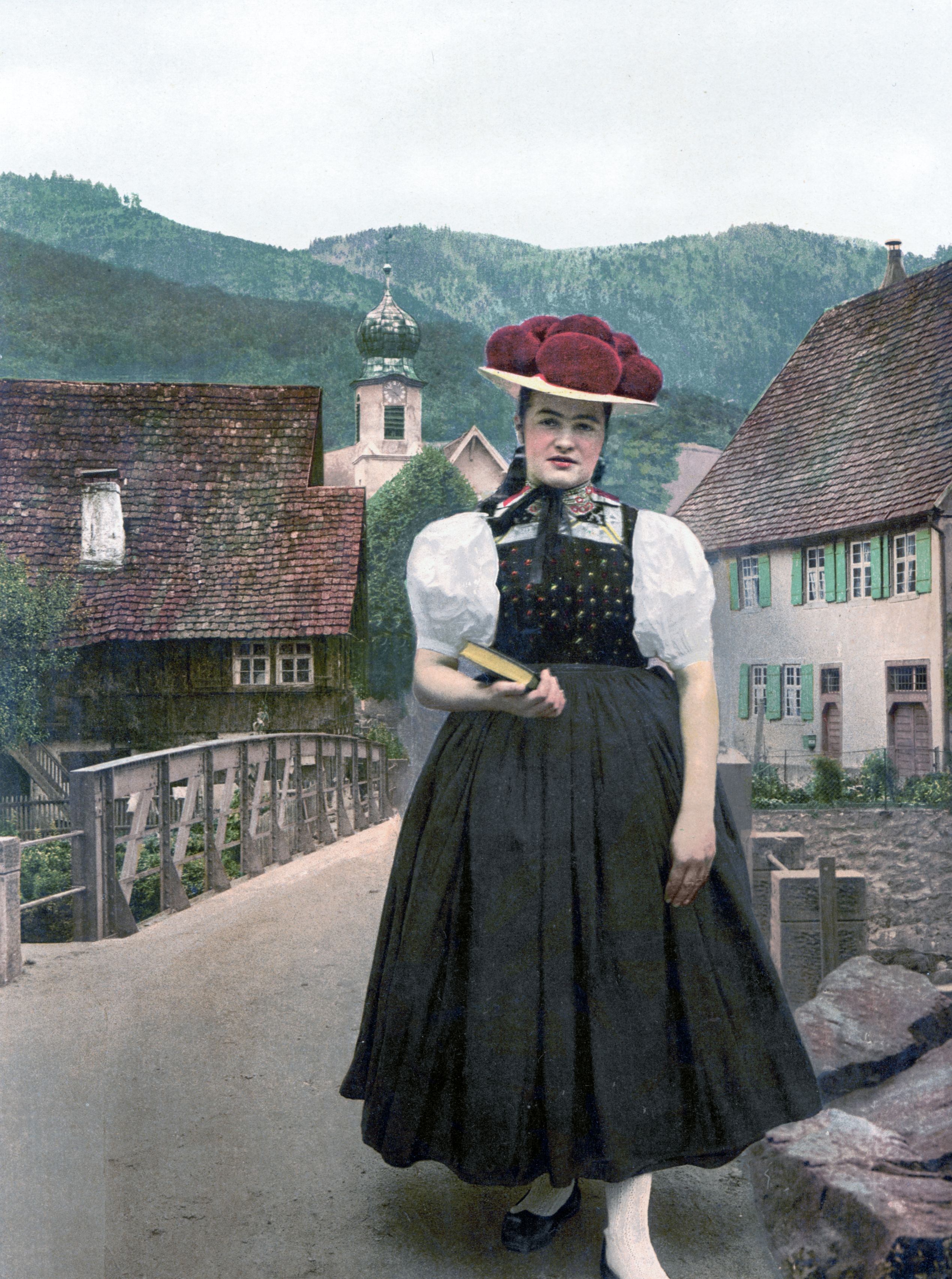
Gutacherin in Tracht, 1898

Reichenbach ist einer der drei evangelisch geprägten Orte, in denen der bekannte Schwarzwälder Bollenhut getragen wird.
Ortsbildprägend sind die typischen Schwarzwaldhöfe, die Gehöfte in der Regel ergänzt durch Leibgedingehaus und Backhütte. Die ältesten Höfe lassen sich bis aufs Jahr 1570 (Hofbauernhof Unterreichenbach) zurückführen.
In der Gemarkung finden sich zahlreiche, Wollsackverwitterung zeigende markante Felsformationen, so der Igellochfelsen (im Schwanenbachtal), der Bärenfelsen (im Schondelgrund), der Buchenstein (auf der Kostbachhöhe) und andere.
Der Musik- und Trachtenverein wurde im Jahre 1924 gegründet. Jährlicher Höhepunkt des Vereinslebens ist ein Festumzug, bei dem der Erntekranz zur Stadtkirche in Hornberg gebracht wird.

## Wirtschaft und Infrastruktur
Reichenbach wurde im Jahre 1974 nach Hornberg eingemeindet und hat eine durch Fremdenverkehr und Land- und Forstwirtschaft geprägte Infrastruktur; an Gewerbebetrieben sind lediglich zwei Sägewerke übrig geblieben.

### Verkehr
Bis zur Aufgabe der bereits seit dem frühen Mittelalter bestehenden Handels- und Poststraße aus dem Rheintal über die Baar zum Bodensee, im Jahre 1839, war Reichenbach eine wichtige, weil schwierige Etappe für den Fernhandel. Die Strecke steigt hier von 364 m im Talgrund bis auf 890 m beim Windkapf an; an diesem Anstieg mussten Vorspanndienste geleistet werden. Eine weitere bedeutende Passstrecke auf Reichenbacher Gebiet ist die Straße über den Fohrenbühl.
Zahlreiche gut ausgebaute und markierte Wanderwege durchziehen die Gemarkung, darunter die Fernwanderwege Schwarzwald-Querweg Rottweil–Lahr und Westweg.

### Bildung
Die religiösen Belange des Ortsteils, als auch das Verwaltungs- und Schulwesen, wurden von Hornberg aus betreut. Es gab sowohl in Unterreichenbach als auch in Schwanenbach eine Schule.